# Жигулит

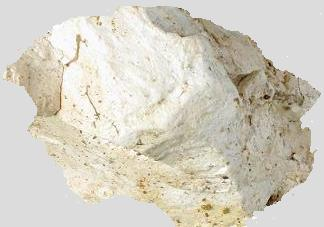

Жигулит — горная порода и алюминиевая руда, состоящая преимущественно из минерала алунита. Местный термин. По строению и внешнему виду - пёстрая брекчия. Цвет непостоянен и изменчив в широком диапазоне: снежно-белый, светло-серый, серый, серовато-зелёный, желтоватый, жёлтый, жёлтый с красными пятнами, красный, красновато-бурый, малиновый, розовый, сиреневый, фиолетовый. Наряду с другими компонентами, содержит алюминий и серу. Материал был без достаточных оснований (полного комплекса необходимых исследований состава и кристаллической структуры) описан К. В. Поляковым как новый минерал состава [2Al2O3•SO3•4H2O]. Не признан комиссией по новым минералам РМО и не утверждался комиссией по новым минералам IMA в качестве минерального вида. Содержит 57,3 % Al2O3, 22,5 % SO3 и 20,2 % Н2O. Название дано д.г.-м.н. проф. кафедры геологии и географии Куйбышевского педагогического и учительского института К. В. Поляковым.

## История открытия
Впервые описан на юго-западе Самарской Луки, у села Ермаково Самарской области проф. А. П. Павловым в 1887 году на границе палеозоя и средней юры. Второе описание было проведено проф. Казанского университета М. Е. Ноинским в 1913 году. Эти исследователи описывали данный материал как алунит. В 1943 году при исследованиях описываемых руд K. B. Поляков подверг сомнению точность предшествующих определений. Он посчитал, что отнесение этого материала к алуниту было неверным, и после проведения микроскопических исследований шлифов и анализа химического состава рудных конкреций (чего недостаточно для заключения о находке нового минерала) отмечал:

сделанный пересчет на минеральный состав показал, что основная масса минерального вещества по химическому составу представляет четырёхводный сульфат алюминия. Такого химического состава минерала или близкого к нему я не нашёл в литературе, а потому считал себя вправе этому новому минеральному виду дать название «жигулит» — в честь Жигулёвских гор на Самарской Луке.— 
Содержание жигулита в конкрециях достигает 74,75 %. Образование рудного слоя относится к длительной денудации верхнепермских отложений, продолжавшейся в течение триаса и до момента начала отложения байосских песчано-глинистых осадков.
В 1944 году Всесоюзный институт минерального сырья провёл технологические исследования и анализ руд Ермаковского месторождения. В результате технологических испытаний обогащением был получен концентрат, переработанный затем на оксид алюминия. Данный концентрат дал выход глинозёма от 50 до 80 % от валового содержания, что позволило отнести алюминиевые руды Самарской Луки к высококачественному сырью для получения сернокислого глинозёма. Однако малая мощность пластов не позволила разрабатывать руду в промышленных масштабах.